# 봉산면 (김천시)

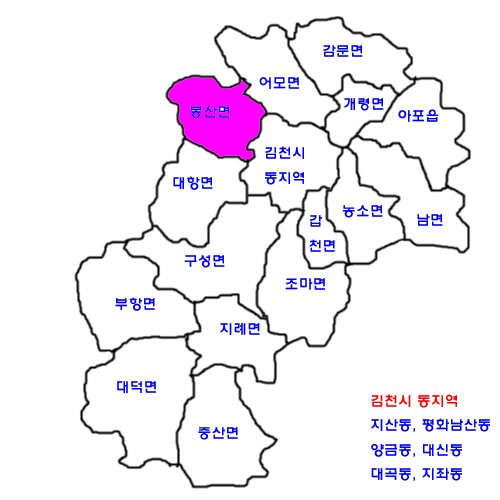
김천시 봉산면

봉산면(鳳山面)은 경상북도 김천시 북부에 위치한 면이다.

## 개요
봉산면은 구름도 쉬어가고 바람도 쉬어간다는 추풍령고개를 베갯머리한 충북과 경북의 도계 지점이다. 대한민국 내 포도 생산량의 13%를 차지하는 김천포도의 주산단지이며, 예로부터 수많은 인재를 배출한 선비의 고장이기도 하다. 농촌의 생활환경 개선과 생산기반시설 확충을 위한 농촌중심지 활성화사업, 추풍령 휴게소 일원에 역사·문화적 상징성을 관광자원으로 활용한 역사·문화 테마파크를 조성하는 추풍령 관광자원화 사업이 추진중에 있다.

## 연혁
- 조선시대 : 김산군 파빈면(신,인의,예지) 여타리동 황간군 예속
- 1914년 : 김천군 봉산면
- 1949년 8월 14일 : 금릉군 봉산면 (김천읍이 부로 승격)
- 1995년 1월 1일 : 김천시,금릉군 통합 (김천시 봉산면)

## 행정 구역
| 법정리 | 행정리                    | 비고                   |
| ------ | ------------------------- | ---------------------- |
| 광천리 | 광천1리, 광천2리          |                        |
| 덕천리 | 덕천1리, 덕천2리          |                        |
| 상금리 | 상금1리, 상금2리          |                        |
| 신리   | 신리                      |                        |
| 신암리 | 신암1리, 신암2리          |                        |
| 예지리 | 예지1리, 예지2리          | 면 행정복지센터 소재지 |
| 인의리 | 인의1리, 인의2리          |                        |
| 태화리 | 태화1리, 태화2리, 태화3리 |                        |

## 교육
- 봉계초등학교 (신리)
  - 태화분교 (태화리)
- 태화초등학교 광천분교 (폐교) - 봉산면 광천4길 2-17 (광천리)
- 태화초등학교 신암분교 (폐교) - 봉산면 봉산로 524-13 (신암리)